# Giovanni Giolitti
Giovanni Giolitti (Mondovì, Piemont, 1842. október 27. – Cavour, Piemont 1928. július 17.) olasz politikus, öt alkalommal az Olasz Királyság miniszterelnöke.

## Életpályája
Alpesi parasztcsalád gyermekeként született. 1861-ben fejezte be jogi tanulmányait a Torinói Egyetemen. Ezt követően állami alkalmazásba lépett. Szakterülete a pénzügyi adminisztráció volt. 1882-ben képviselőnek választották. 1889-től 1990-ig ő látta el a pénzügyminiszteri tisztséget. 1892-ben első alkalommal kinevezték miniszterelnöknek. Kormányának mandátuma, amely főleg baloldali képviselőkből állt, 18 hónapig tartott. Ekkor a Római Bank körül kirobbant botrányban való érintettsége miatt lemondásra kényszerült.
1897-ben újrakezdte a politikai karrierjét. 1901 és 1903 között belügyminiszterként tevékenykedett. 1903-ban miniszterelnökként megalakította a második kormányát, amely 1905-ig funkcionált. 1906-ban ismét miniszterelnökké választották és ez alkalommal három éven keresztül irányította az országot. Elsődleges célja a gazdasági problémák kiküszöbölése volt. Ezen tevékenységének köszönhetően nagymértékű növekedés történt a közmunkák területén. A szocialisták programjából számos pontot átvett, így jelentős reformokra került sor. Ezek érintették a közegészségügyet, a lakásügyet, a foglalkoztatási körülményeket, a nők és a gyermekek általi munkavégzést, a rokkantak jogait, illetve az időskori nyugdíjakat.
1911-ben megalakította az első világháború előtti utolsó kormányát, azonban egyre nehezebben tudta fenntartani a parlamenti koalíción belüli egyensúlyt. A hazai nehézségek egyre növekedtek és 1911 októberében (hivatalosan szeptember végén) kitört az olasz-török háború. Ez azonban nem enyhítette a problémákat és a forradalomtól való félelmében Giolitti további engedményeket tett az alsóbb osztályok felé, beleértve a (szinte) teljes férfi lakosságnak megadott szavazójogot is. Az 1913-as októberi-novemberi választásokat követően a Giolitti által felállított, heterogén parlamenti többség irányítása egyre komolyabb nehézségeket támasztott. Ennek következtében 1914 márciusában - a választási győzelem ellenére - lemondott. Az első világháború kitörése után az olasz politikai semlegesség szószólója lett, de a caporettói összeomlás után teljes erőfeszítésre buzdított a haza védelmében. A bonyolult háború utáni időszakban tapasztaltsága miatt ő tűnt a legalkalmasabb személynek az anarchikus állapotok leküzdésében. 1920-ban megalakította ötödik kormányát, amely a következő évig funkcionált.
1920 augusztusában és szeptemberében reformok ígéretével sikerült megállítania a sztrájkhullámokat és az önkényes gyárfoglalásokat. Ezek azonban sem a gyárosokat, sem a szocialistákat nem elégítették ki. A nacionalistákkal való viszonyát a rapallói egyezmény rontotta meg, amely a dalmát tengerparti olasz igényekre mért csapást. Adópolitikája miatt ellentétbe került az egyházzal, az agrárreform tervezete miatt pedig a nagybirtokosokkal is. Először hallgatólagosan támogatta a fasisztákat és Benito Mussolinit, de 1924 után már nyíltan támadta őket. 1928. július 17-én hunyt el Cavourban.

## Megítélése
Giolitti meglehetősen vitatott személyiség. Egyes bírálói súlyos kritikákat fogalmaznak meg vele szemben, mások pedig a nagyszerű államférfit látják benne. Tény, hogy a parlamenti többség megszerzése érdekében sikeresen manipulálta pártokat. Taktikáját ellenfelei megvetően „Giolitti-módszernek” nevezték. Ez a kormányzási módszer, amelyet elődeitől örökölt, volt az egyetlen működőképes forma ebben az időszakban. Építő jellegű szociális reformjai elősegítették a fejlődést és a jólétet. Szerepe csak akkor mérhető fel igazán, ha a kormányzását az őt követő totalitárius rendszerhez hasonlítjuk.

## Miniszterelnökként
Giovanni Giolitti összesen öt alkalommal töltötte be a miniszterelnöki tisztséget:
| Hivatali ideje            | Elődje                  | Utódja           |
| ------------------------- | ----------------------- | ---------------- |
| 1892.05.15. – 1893.12.15. | Antonio Starrabba       | Francesco Crispi |
| 1903.11.03. – 1905.03.12. | Giuseppe Zanardelli     | Tommaso Tittoni  |
| 1906.05.29. – 1909.12.11. | Sidney Sonnino          | Sidney Sonnino   |
| 1911.03.30. – 1914.03.21. | Luigi Luzzatti          | Antonio Salandra |
| 1920.06.15. – 1921.07.04. | Francesco Saverio Nitti | Ivanoe Bonomi    |